# Петров Олександр Трохимович
Олександр Трохимович Петров (27 вересня 1927, Ленінград — 29 липня 1972, Москва) — радянський футболіст, півзахисник. Майстер спорту СРСР. За збірну СРСР провів дванадцять матчів, з них дев'ять неофіційних та три за олімпійську збірну, забив один гол. Брав участь у літніх олімпійських іграх 1952 року.

## Клубна кар'єра
Вихованець ленінградської команди при заводі «Більшовик». 1946 року дебютував за щойно створену омську команду «Локомотив». За неї виступав до 1948 року. У 1949 році перейшов у новосибірський ДО. У 1950 році перебрався до московського ЦДКА. За армійський клуб виступав до його розформування у 1952 році. Наступний сезон був змушений провести в дублі московського «Динамо». У сезоні 1954 ЦДСА було відроджено, і Петров повернувся в команду, за яку виступав аж до 1957 року.
В 1953 закінчив школу тренерів при ГЦОЛІФК.
У 1959-62 роках грав за збірну ГРВН.
У 1965—1966 тренував ФК «Іскра» (Смоленськ).

## Кар'єра у збірній
За збірну СРСР Петров дебютував у товариському матчі проти збірної Польщі 11 травня 1952 року.
На Олімпійських іграх 1952 року провів 3 матчі, забив один гол (у першому матчі з Югославією).

## Досягнення

### Командні
- Чемпіон СРСР: 1950, 1951.
- Власник кубка СРСР: 1951, 1955.

### Особисті
У списках 33 найкращих футболістів сезону в СРСР (5): № 1 (1951), № 2 (1950, 1955, 1956), № 3 (1957).
Нагороджений медаллю «За доблесну працю у Великій Вітчизняній війні 1941—1945 рр.».